# Houston (Mississippi)
Houston is een plaats (city) in de Amerikaanse staat Mississippi, en is samen met Okolona de county seat van Chickasaw County. Houston is vernoemd naar Sam Houston.

## Demografie
Bij de volkstelling in 2000 werd het aantal inwoners vastgesteld op 4079.
In 2006 is het aantal inwoners door het United States Census Bureau geschat op 3916, een daling van 163 (-4.0%).

## Geografie
Volgens het United States Census Bureau beslaat de plaats een oppervlakte van
19,8 km², waarvan 19,7 km² land en 0,1 km² water.

## Plaatsen in de nabije omgeving
De onderstaande figuur toont nabijgelegen plaatsen in een straal van 28 km rond Houston.

## Geboren in Houston
- Howard Waldrop (1946-2024), schrijver